# Langhorne Manor
Langhorne Manor est un borough du comté de Bucks en Pennsylvanie, aux États-Unis.